# Slot Tegel
Slot Tegel is een kasteel in Berlin-Tegel, een stadsdeel van de Duitse hoofdstad Berlijn.
In de 16e eeuw stond hier een landhuis, dat in de tweede helft van de 17e eeuw werd omgebouwd tot jachthuis voor keurvorst Frederik Willem I van Brandenburg. In 1766 werd het bouwwerk eigendom van de familie Humboldt en tussen 1820 en 1824 werd het herbouwd door Karl Friedrich Schinkel, die het slot zijn huidige aanzien schonk. De gevels van de torens zijn bovenaan versierd met door Christian Daniel Rauch ontworpen bas-reliëfs van tegelwerk, die de klassieke windgoden voorstellen. Het interieur van Schinkel is op een aantal plaatsen bewaard gebleven, evenals verschillende stukken van een vroeger omvangrijke beeldencollectie. 
Het slot is nog altijd eigendom van afstammelingen van de familie Humboldt, tijdens de zomermaanden worden er op de maandagen rondleidingen gehouden. Rond het gebouw ligt een park met aan de westkant het door Schinkel vormgegeven familiegraf van de Humboldts, dat een kopie van een beeld van Bertel Thorvaldsen bevat. Het origineel is in het slot te bekijken. Het kasteel maakt deel uit van de  Barnim (streek).